# ZKŻ Zielona Góra
ZKŻ Zielona Góra (występuje pod nazwą Stelmet Falubaz Zielona Góra) – polski klub żużlowy z Zielonej Góry. 7-krotny drużynowy mistrz Polski.

## Historia

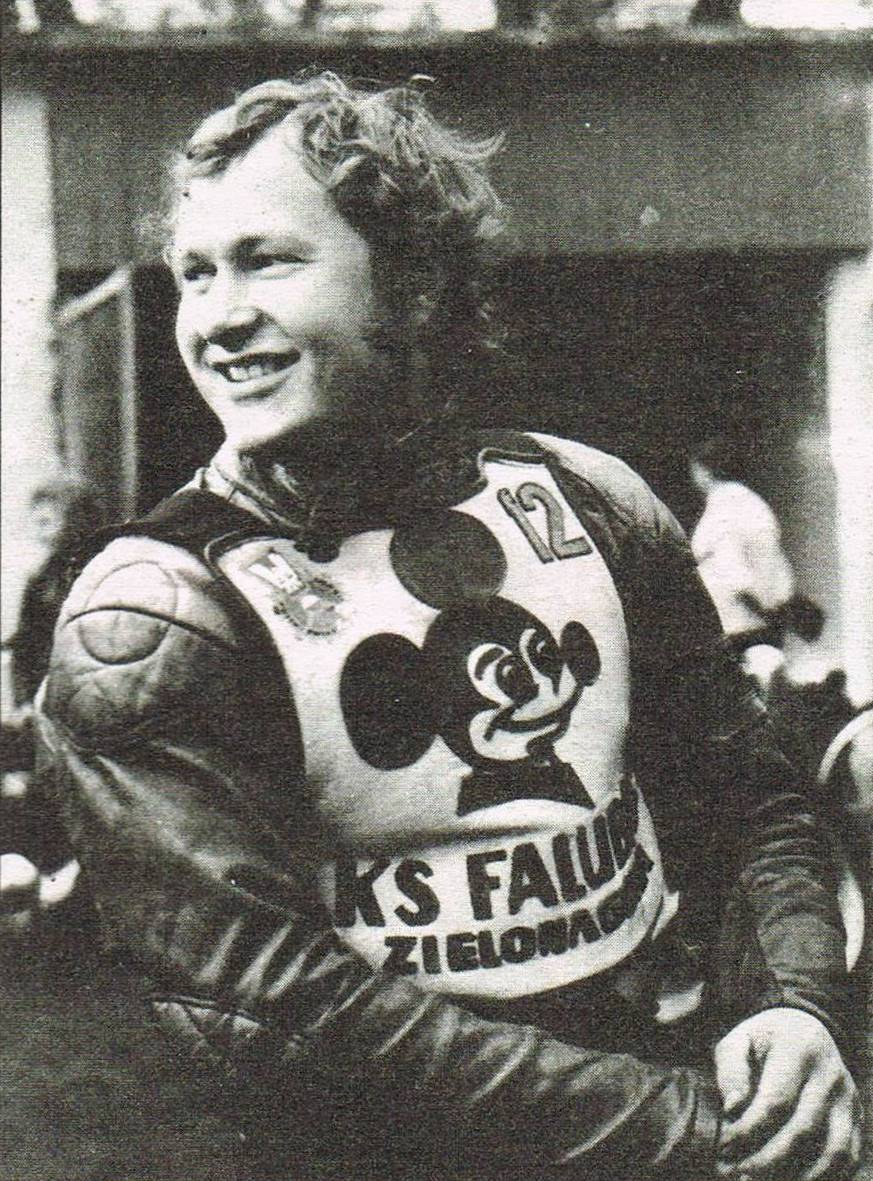
Zbigniew Filipiak – lider Falubazu w połowie lat 70.

Sekcja motocyklowa powstała w 1946 roku i przez pierwsze kilka miesięcy należała do Milicyjnego Klubu Sportowego. Pierwsze zawody żużlowe odbyły się 20 października 1946 roku i rywalizowano w zawodach z podziałem na klasy od 100cm³ do ponad 350 cm³. Zawody rozgrywano na bieżni stadionu przy ulicy Wrocławskiej, a długość okrążenia wynosiła 450 m. Na początku 1947 roku żużlowcy i motocykliści przeszli pod skrzydła Motoklubu Unii Poznań, tworząc w Zielonej Górze filię tego klubu. W latach 1946–1954 w Zielonej Górze istniała sekcja motocyklowa, której zawodnicy startowali w wyścigach żużlowych lub motocyklowych, drużyna Unii, a później Stali Zielona Góra, rywalizowała w Poznańskiej Lidze Okręgowej. Najsłynniejszym zawodnikiem zielonogórskiej drużyny był wówczas Jerzy Błoch. Niestety problemy sprzętowe, jak i brak prawdziwego stadionu żużlowego sprawiły, iż na kilka lat sport żużlowy zniknął z mapy miasta.
Budowa stadionu się przeciągała, jednak w LPŻ-cie znaleźli się ludzie, którzy nie tylko postanowili utworzyć sekcję żużlową, ale również dokończyć budowę stadionu. Tym sposobem na wiosnę 1957 roku ukończono budowę toru żużlowego, a drużyna pod nazwą LPŻ Zielona Góra zainaugurowała występy w rozgrywkach III ligi. W 1960 roku LPŻ walczy już w II lidze.
W 1961 roku klub zmienia nazwę na Zgrzeblarki i od tego czasu patronat nad drużyną żużlową przejmuje Lubuska Fabryka Zgrzeblarek Bawełnianych. Pierwszy awans do I ligi drużyna uzyskuje w sezonie 1964, lecz przygoda z najwyższą klasą rozgrywkową trwała zaledwie dwa lata. Na początku lat 70. drużyną Zgrzeblarek Zielona Góra odnosi pierwsze sukcesy – jest to czas kolejnej zmiany nazwy, w sezonie 1973 zespół występuje pod nazwą Falubaz. W sezonie tym drużyna zdobywa brązowy medal drużynowych mistrzostw Polski, jednak przez kolejne cztery lata drużyna balansuje między I ligą a II ligą. Początkowo nazwa Falubaz nie przypadła do gustu kibicom, jednak dziś jest to najpopularniejsze określenie klubu żużlowego z Zielonej Góry. Zespół Falubazu największe sukcesy odniósł w latach 80., zdobywając 3 tytuły DMP w sezonach 1981, 1982 i 1985, a zawodnicy Falubazu zdobyli liczne trofea w zawodach par i indywidualnie.

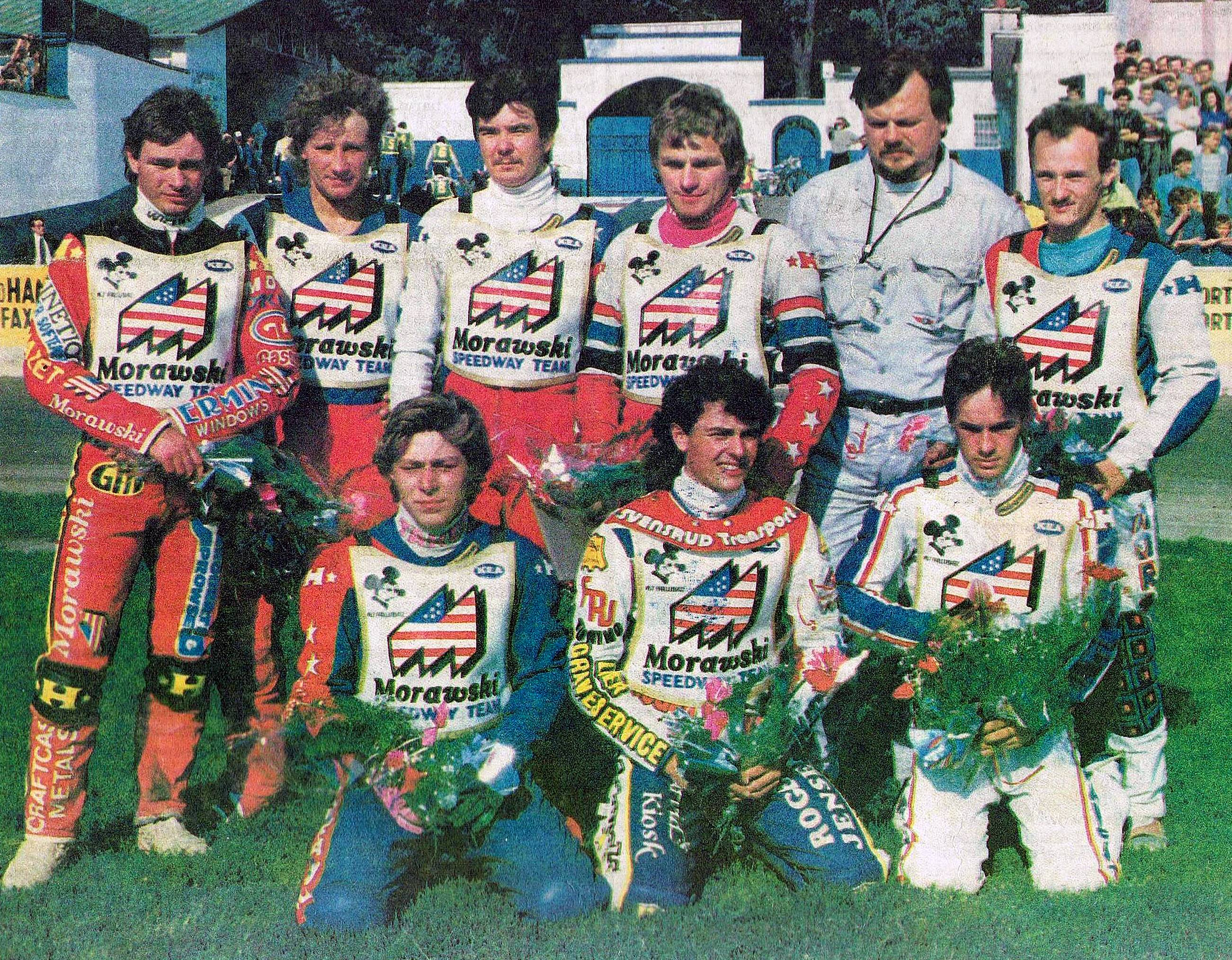
Morawski Zielona Góra – mistrz Polski 1991

W 1991 roku klub przejmuje zielonogórski biznesmen Zbigniew Morawski. Klub pod nową nazwą pochodzącą od nazwiska właściciela „Morawski Speedway Team” już w pierwszym sezonie zdobywa mistrzostwo Polski, a na stadionie w Zielonej Górze odbywają się niezwykle ciekawe imprezy, m.in. rewanż za finał mistrzostwa świata par na żużlu oraz mecz drużynowych mistrzów swoich krajów – Morawskiego i brytyjskiego Wolverhampton.

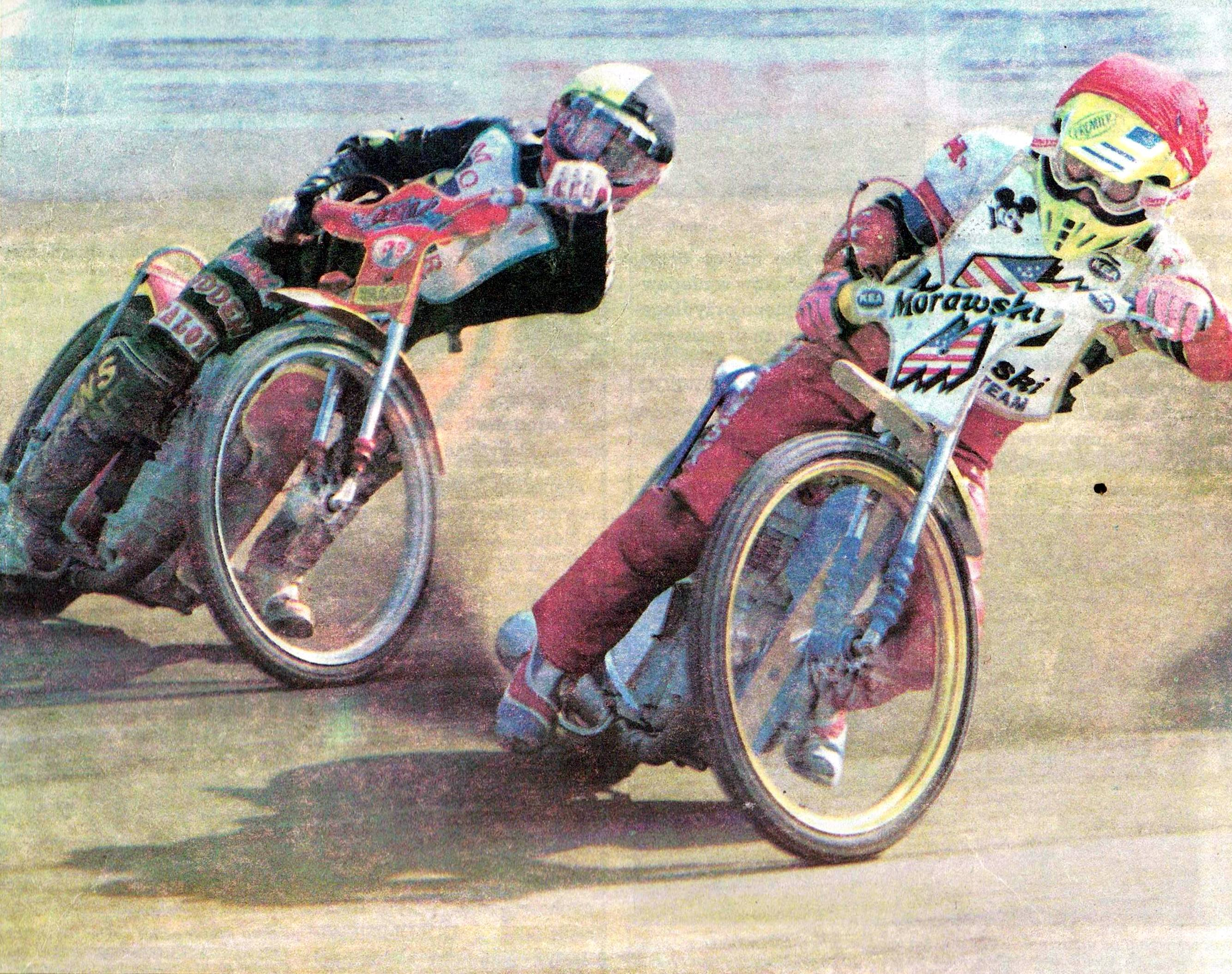
Leigh Adams i Andrzej Huszcza

Czasy świetności nie trwały jednak długo, główny sponsor nie był w stanie udźwignąć kosztów prowadzenia klubu żużlowego i w 1994 spadł z I ligi. W następnym roku klub przystąpił do rozgrywek II ligi z zupełnie innym zarządem oraz z nową nazwą – Zielonogórski Klub Żużlowy. Do skrótu „ZKŻ” w przeciągu następnych 15 lat dodawano nazwy sponsorów, m.in. Polmos-Beram, Polmos, Quick-Mix, Kronopol. W latach 1995–2007 klub z Zielonej Góry balansował pomiędzy pierwszą a drugą ligą, spadając i awansując. Dopiero w 2008 roku ZKŻ powrócił do ligowej czołówki zdobywając brązowy medal drużynowych mistrzostw Polski.
W 2009 roku do nazwy drużyny powrócił historyczny człon – Falubaz. W tym samym sezonie żużlowcy z Zielonej Góry wywalczyli tytuł mistrzów Polski w drużynie i w parach.
W 2010 roku klub pomimo słabego początku sezonu (cztery porażki w pierwszych czterech meczach sezonu), awansował do finału drużynowych mistrzostw Polski, gdzie przegrał z Unią Leszno.
W roku 2011 sponsorem ZKŻ została firma Stelmet, a klub zgłosił do rozgrywek drużynę pod nazwą Stelmet Falubaz Zielona Góra. Sezon 2011 sportowo dla drużyny był znakomity, gdyż zawodnicy pod wodzą trenera Marka Cieślaka wywalczyli po raz szósty w historii klubu tytuł drużynowego mistrza Polski, rewanżując się tym samym Unii Leszno za porażkę w finale z poprzedniego roku.
W 2012 roku klub zajął w rozgrywkach ligowych czwarte miejsce, ulegając w dwumeczu o brązowe medale Unibaksowi Toruń. 
Sezon 2013 był 36. sezonem startów Falubazu w najwyższej klasie rozgrywkowej, który okazał się udanym w końcowym rozrachunku, gdyż ekipa trenera Rafała Dobruckiego zdobyła siódme w historii klubu drużynowe mistrzostwo Polski pokonując w niespotykany sposób toruński Unibax (w dwumeczu 83:46 - ekipa Unibaksu zrezygnowała z rywalizacji w rewanżowym meczu finału i sędzia przyznał walkower 40:0 dla Falubazu, w pierwszym meczu na Motoarenie w Toruniu padł wynik 46:43 dla Unibaksu).
W roku 2014 sponsorem tytularnym ZKŻ została firma SPAR, a klub zgłosił do rozgrywek drużynę pod nazwą SPAR Falubaz Zielona Góra.
W dniu 25 września 2016 Ekantor.pl Falubaz Zielona Góra zdobył brązowy medal drużynowych mistrzostw Polski pokonując w dwumeczu Betard Spartę Wrocław.
W roku 2021 sponsorem tytularnym ZKŻ została firma Marwis.pl, a klub zgłosił do rozgrywek drużynę pod nazwą Marwis.pl Falubaz Zielona Góra. W tym sezonie po ponad 15 latach Falubaz spadł do I ligi.
Zespół w sezonie 2022 startował w I lidze pod nazwą Stelmet Falubaz Zielona Góra.
W sezonie 2023 zespół nosił nazwę Enea Falubaz Zielona Góra i awansował do Ekstraligi.
Od 2024 roku klub nosi nazwę NovyHotel Falubaz Zielona Góra.

### Derby Ziemi Lubuskiej
Derby Ziemi Lubuskiej to rywalizacja drużyn ZKŻ Zielona Góra i Stali Gorzów Wielkopolski. Historia rozgrywania tych derbów sięga 24 kwietnia 1960 roku kiedy to w Zielonej Górze, w 2 rundzie drużynowych mistrzostw II ligi – miejscowy LPŻ podejmował Stal. Drużyna gorzowska pokonała wówczas zielonogórską 30:45.
Do tej pory rozegrano 102 mecze. 57 wygrała drużyna Stali (39 w Gorzowie Wielkopolskim i 18 w Zielonej Górze), a 39 – drużyna ZKŻ (30 w Zielonej Górze i 9 w Gorzowie Wielkopolskim). Zanotowano 6 remisów – po 3 w Gorzowie Wielkopolskim i Zielonej Górze.

## Poszczególne sezony
| Sezon | Rozgrywki ligowe | Rozgrywki ligowe        | Rozgrywki ligowe | Rozgrywki ligowe | Uwagi                                                                          |
| Sezon | Liga             | Liga                    | Miejsce          | Miejsce          | Uwagi                                                                          |
| ----- | ---------------- | ----------------------- | ---------------- | ---------------- | ------------------------------------------------------------------------------ |
| 1957  | III              | III liga (gr. „północ”) | 5/5              | 5/5              |                                                                                |
| 1958  | III              | III liga                | 8/10             | 8/10             |                                                                                |
| 1959  | III              | III liga                | 6/8              | 6/8              | Awans w wyniku reorganizacji rozgrywek – podjęto decyzję o likwidacji III ligi |
| 1960  | II               | II liga                 | 7/11             | 7/11             |                                                                                |
| 1961  | II               | II liga                 | 10/11            | 10/11            |                                                                                |
| 1962  | II               | II liga                 | 2/12             | 2/12             | Przegrane baraże o awans                                                       |
| 1963  | II               | II liga                 | 2/12             | 1/12             |                                                                                |
| 1964  | II               | II liga                 | 3/11             | 1/12             |                                                                                |
| 1965  | I                | I liga                  | 8/8              | 8/8              |                                                                                |
| 1966  | I                | I liga                  | 8/8              | 8/8              |                                                                                |
| 1967  | II               | II liga                 | 4/10             | 8/10             |                                                                                |
| 1968  | II               | II liga                 | 9/9              | 8/10             |                                                                                |
| 1969  | II               | II liga                 | 4/9              | 4/9              |                                                                                |
| 1970  | II               | II liga                 | 3/8              | 3/8              |                                                                                |
| 1971  | II               | II liga                 | 1/8              | 1/8              |                                                                                |
| 1972  | I                | I liga                  | 7/8              | 7/8              | Wygrane baraże o utrzymanie                                                    |
| 1973  | I                | I liga                  | 3/8              | 3/8              |                                                                                |
| 1974  | I                | I liga                  | 7/8              | 7/8              | Przegrane baraże o utrzymanie                                                  |
| 1975  | II               | II liga                 | 1/8              | 1/8              |                                                                                |
| 1976  | I                | I liga                  | 10/10            | 10/10            |                                                                                |
| 1977  | II               | II liga                 | 1/7              | 1/7              |                                                                                |
| 1978  | I                | I liga                  | 7/10             | 7/10             |                                                                                |
| 1979  | I                | I liga                  | 3/10             | 3/10             |                                                                                |
| 1980  | I                | I liga                  | 7/10             | 7/10             |                                                                                |
| 1981  | I                | I liga                  | 1/10             | 1/10             |                                                                                |
| 1982  | I                | I liga                  | 1/10             | 1/10             |                                                                                |
| 1983  | I                | I liga                  | 4/10             | 4/10             |                                                                                |
| 1984  | I                | I liga                  | 3/10             | 3/10             |                                                                                |
| 1985  | I                | I liga                  | 1/10             | 1/10             |                                                                                |
| 1986  | I                | I liga                  | 4/10             | 4/10             |                                                                                |
| 1987  | I                | I liga                  | 5/10             | 5/10             |                                                                                |
| 1988  | I                | I liga                  | 4/10             | 4/10             |                                                                                |
| 1989  | I                | I liga                  | 2/10             | 2/10             |                                                                                |
| 1990  | I                | I liga                  | 7/8              | 7/8              | Wygrane baraże o utrzymanie                                                    |
| 1991  | I                | I liga                  | 1/8              | 1/8              |                                                                                |
| 1992  | I                | I liga                  | 4/10             | 4/10             |                                                                                |
| 1993  | I                | I liga                  | 6/10             | 6/10             |                                                                                |
| 1994  | I                | I liga                  | 10/10            | 10/10            |                                                                                |
| 1995  | II               | II liga                 | 4/10             | 4/10             |                                                                                |
| 1996  | II               | II liga                 | 2/12             | 2/12             |                                                                                |
| 1997  | I                | I liga                  | 6/10             | 6/10             |                                                                                |
| 1998  | I                | I liga                  | 9/10             | 9/10             |                                                                                |
| 1999  | II               | II liga                 | 2/13             | 2/13             | Przegrane baraże o awans                                                       |
| 2000  | II               | I liga                  | 1/8              | 1/8              |                                                                                |
| 2001  | I                | Ekstraliga              | 8/8              | 8/8              |                                                                                |
| 2002  | II               | I liga                  | 1/8              | 1/8              |                                                                                |
| 2003  | I                | Ekstraliga              | 5/8              | 5/8              |                                                                                |
| 2004  | I                | Ekstraliga              | 7/8              | 7/8              | Wygrane baraże o utrzymanie                                                    |
| 2005  | I                | Ekstraliga              | 8/8              | 8/8              |                                                                                |
| 2006  | II               | I liga                  | 1/7              | 1/7              |                                                                                |
| 2007  | I                | Ekstraliga              | 7/8              | 7/8              | Wygrane baraże o utrzymanie                                                    |
| 2008  | I                | Ekstraliga              | 3/8              | 3/8              |                                                                                |
| 2009  | I                | Ekstraliga              | 1/8              | 1/8              |                                                                                |
| 2010  | I                | Ekstraliga              | 2/8              | 2/8              |                                                                                |
| 2011  | I                | Ekstraliga              | 1/8              | 1/8              |                                                                                |
| 2012  | I                | Ekstraliga              | 4/10             | 4/10             |                                                                                |
| 2013  | I                | Ekstraliga              | 1/10             | 1/10             |                                                                                |
| 2014  | I                | Ekstraliga              | 4/8              | 4/8              |                                                                                |
| 2015  | I                | Ekstraliga              | 5/8              | 5/8              |                                                                                |
| 2016  | I                | Ekstraliga              | 3/8              | 3/8              |                                                                                |
| 2017  | I                | Ekstraliga              | 4/8              | 4/8              |                                                                                |
| 2018  | I                | Ekstraliga              | 7/8              | 7/8              | Wygrane baraże o utrzymanie                                                    |
| 2019  | I                | Ekstraliga              | 4/8              | 4/8              |                                                                                |
| 2020  | I                | Ekstraliga              | 4/8              | 4/8              |                                                                                |
| 2021  | I                | Ekstraliga              | 8/8              | 8/8              |                                                                                |
| 2022  | II               | I liga                  | 2/8              | 2/8              |                                                                                |
| 2023  | II               | I liga                  | 1/8              | 1/8              |                                                                                |
| 2024  | I                | Ekstraliga              | 6/8              | 6/8              |                                                                                |

| Poziom ligowy | Liczba sezonów | Sezony                                                                             |
| ------------- | -------------- | ---------------------------------------------------------------------------------- |
| I             | 45             | 1965–1966, 1972–1974, 1976, 1978–1994, 1997–1998, 2001, 2003–2005, 2007–2021, 2024 |
| II            | 20             | 1960–1964, 1967–1971, 1975, 1977, 1995–1996, 1999–2000, 2002, 2006, 2022–2023      |
| III           | 3              | 1957–1959                                                                          |

## Stadion

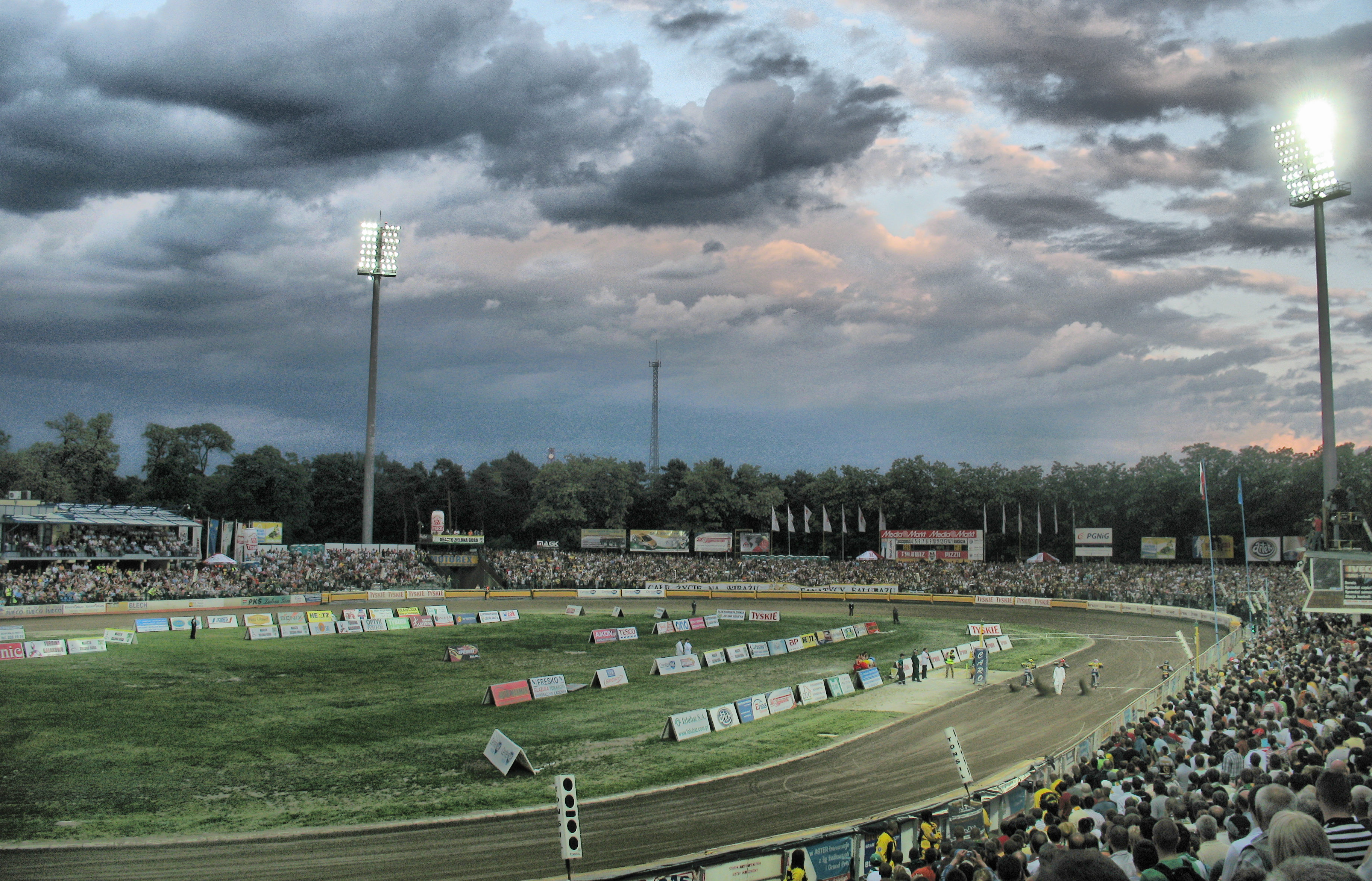
Mecz ze Stalą Gorzów w 2009 roku

Stadion klubu znajduje się przy drodze wylotowej na Wrocław. Stadion może pomieścić 15 tysięcy widzów. Nawierzchnia toru jest sjenitowa, długość wynosi 340,25 m. Od 4 maja 2006 roku stadion jest wyposażony w dmuchane bandy.
Wybudowany już został nowy budynek klubowy (w tym nowa trybuna dla VIP-ów), gdzie przeniesiono siedzibę klubu z ul. Dworcowej. Wymieniana na krzesełka jest część ławek na stadionie. Tor na łukach został poszerzony. Zakończono budowę oświetlenia. Zmodernizowane zostały kasy i ogrodzenie.
Na rok 2008 miasto Zielona Góra przyznało 3 mln złotych na kolejne etapy rozbudowy. Zamontowany został telebim oraz elektroniczne kasy, dokończony dolny parking dla kibiców, uruchomione wejścia od strony ul. Wrocławskiej i zamontowane krzesełka na drugim łuku.
Na początku listopada 2009 miasto Zielona Góra przeznaczyło 11 mln złotych na przebudowę pierwszego łuku stadionu, co ma rozpocząć gruntowną przebudowę całego obiektu. Pierwszy łuk został ukończony wiosną 2010, a zimą 2011 roku przeprowadzona została zmiana geometrii i nawierzchni toru oraz podwyższenie wysokości łuków.

## Osiągnięcia

### Krajowe
Poniższe zestawienia obejmują osiągnięcia klubu oraz indywidualne osiągnięcia zawodników w rozgrywkach pod egidą PZM, GKSŻ oraz Ekstraligi.

#### Mistrzostwa Polski
Drużynowe mistrzostwa Polski
- 1. miejsce (7): 1981, 1982, 1985, 1991, 2009, 2011, 2013
- 2. miejsce (2): 1989, 2010
- 3. miejsce (5): 1973, 1979, 1984, 2008, 2016

Drużynowe mistrzostwa Polski juniorów
- 1. miejsce (5): 1980, 1987, 1988, 2019, 2020
- 3. miejsce (8): 1979, 1986, 2000, 2003, 2005, 2010, 2014, 2023

Mistrzostwa Polski par klubowych
- 1. miejsce (4): 1979, 1982, 1983, 2009
- 2. miejsce (7): 1993, 2003, 2011, 2012, 2017, 2018, 2020
- 3. miejsce (3): 1986, 2008, 2021

Młodzieżowe mistrzostwa Polski par klubowych
- 1. miejsce (4): 1988, 2001, 2019, 2020
- 2. miejsce (3): 2009, 2011, 2024
- 3. miejsce (6): 1985, 1989, 1991, 1992, 2002, 2015

Indywidualne mistrzostwa Polski
- 1. miejsce (3):
  - 1982 – Andrzej Huszcza
  - 1986 – Maciej Jaworek
  - 2016 – Patryk Dudek
- 2. miejsce (2):
  - 1980 – Andrzej Huszcza
  - 1992 – Jarosław Szymkowiak
- 3. miejsce (9):
  - 1980 – Henryk Olszak
  - 1983 – Andrzej Huszcza
  - 1984 – Andrzej Huszcza
  - 1985 – Maciej Jaworek
  - 1991 – Sławomir Dudek
  - 2008 – Grzegorz Walasek
  - 2010 – Rafał Dobrucki
  - 2011 – Piotr Protasiewicz
  - 2017 – Patryk Dudek

Młodzieżowe indywidualne mistrzostwa Polski
- 1. miejsce (7):
  - 1973 – Zbigniew Filipiak
  - 1975 – Bolesław Proch
  - 1982 – Maciej Jaworek
  - 1985 – Zbigniew Błażejczak
  - 1997 – Grzegorz Walasek
  - 2009 – Patryk Dudek
  - 2013 – Patryk Dudek
- 2. miejsce (3):
  - 1971 – Zbigniew Filipiak
  - 1978 – Andrzej Huszcza
  - 1989 – Jarosław Szymkowiak
- 3. miejsce (8):
  - 1977 – Andrzej Huszcza
  - 1981 – Maciej Jaworek
  - 1984 – Piotr Tomaszewski
  - 1992 – Andrzej Zarzecki
  - 2008 – Grzegorz Zengota
  - 2011 – Patryk Dudek
  - 2015 – Krystian Pieszczek
  - 2020 – Norbert Krakowiak

#### Pozostałe
Drużynowy Puchar Polski
- 1. miejsce (1): 1992

Indywidualny Puchar Polski
- 1. miejsce (1):
  - 1988 – Andrzej Huszcza
- 2. miejsce (1):
  - 1986 – Andrzej Huszcza

Złoty Kask
- 1. miejsce (4):
  - 1983 – Jan Krzystyniak
  - 2003 – Rafał Okoniewski
  - 2007 – Grzegorz Walasek
  - 2016 – Patryk Dudek
- 2. miejsce (4):
  - 1989 – Andrzej Huszcza
  - 1991 – Andrzej Huszcza
  - 2009[a] – Piotr Protasiewicz
  - 2011 – Piotr Protasiewicz
- 3. miejsce (9):
  - 1978 – Andrzej Huszcza
  - 1983 – Andrzej Huszcza
  - 1985 – Maciej Jaworek
  - 1986 – Andrzej Huszcza
  - 2000 – Andrzej Huszcza
  - 2010 – Piotr Protasiewicz
  - 2013 – Jarosław Hampel
  - 2019 – Piotr Protasiewicz
  - 2024 – Przemysław Pawlicki

Srebrny Kask
- 1. miejsce (11):
  - 1970 – Zbigniew Marcinkowski
  - 1971 – Zbigniew Marcinkowski[b]
  - 1973 – Zbigniew Filipiak
  - 1975 – Bolesław Proch
  - 1977 – Andrzej Huszcza
  - 1978 – Andrzej Huszcza
  - 1980 – Maciej Jaworek
  - 1982 – Maciej Jaworek
  - 1993 – Tomasz Kruk
  - 2009 – Grzegorz Zengota
  - 2016 – Krystian Pieszczek
- 2. miejsce (10):
  - 1970 – Paweł Protasiewicz
  - 1978 – Henryk Olszak
  - 1985 – Sławomir Dudek
  - 1990 – Jarosław Szymkowiak
  - 1991 – Andrzej Zarzecki
  - 2002 – Rafał Kurmański
  - 2004 – Zbigniew Suchecki
  - 2007 – Grzegorz Zengota
  - 2008 – Grzegorz Zengota
  - 2013 – Patryk Dudek
- 3. miejsce (7):
  - 1976 – Andrzej Huszcza
  - 1979 – Andrzej Huszcza
  - 1981 – Maciej Jaworek
  - 1989 – Jarosław Szymkowiak
  - 1997 – Grzegorz Walasek
  - 2001 – Dawid Kujawa
  - 2011 – Patryk Dudek

Brązowy Kask
- 1. miejsce (3):
  - 1985 – Zbigniew Błażejczak
  - 2010 – Patryk Dudek
  - 2011 – Patryk Dudek
- 2. miejsce (3):
  - 1976 – Andrzej Huszcza
  - 1986 – Jarosław Szymkowiak
  - 2009 – Patryk Dudek
- 3. miejsce (6):
  - 1978 – Andrzej Huszcza
  - 1986 – Sławomir Dudek
  - 1987 – Sławomir Dudek
  - 1995 – Grzegorz Walasek
  - 2000 – Sebastian Smoter
  - 2016 – Alex Zgardziński

Liga Juniorów
- 1. miejsce (2): 2011, 2020
- 2. miejsce (1): 2009
- 3. miejsce (2): 2014, 2016

Indywidualne mistrzostwa Ligi Juniorów
- 1. miejsce (1):
  - 2011 – Patryk Dudek
- 2. miejsce (1):
  - 2009 – Grzegorz Zengota
- 3. miejsce (1):
  - 2009 – Patryk Dudek

Indywidualne międzynarodowe mistrzostwa Ekstraligi
- 1. miejsce (2):
  - 2016 –  Krystian Pieszczek
  - 2018 –  Patryk Dudek
- 3. miejsce (2):
  - 2016 –  Piotr Protasiewicz
  - 2019 –  Martin Vaculík

### Międzynarodowe
Poniższe zestawienia obejmują osiągnięcia klubu oraz indywidualne osiągnięcia zawodników krajowych (w zawodach drużynowych, par i indywidualnych) i zagranicznych (w zawodach indywidualnych) w rozgrywkach pod egidą FIM oraz FIM Europe.

#### Mistrzostwa świata
Drużynowe mistrzostwa świata
- 1. miejsce (6):
  - 2007 –  Grzegorz Walasek
  - 2009 –  Piotr Protasiewicz
  - 2011 –  Piotr Protasiewicz
  - 2013 –  Patryk Dudek i Jarosław Hampel
  - 2016 –  Patryk Dudek i Krystian Pieszczek
  - 2017 –  Patryk Dudek
- 2. miejsce (3):
  - 2008 –  Grzegorz Walasek
  - 2014 –  Jarosław Hampel i Piotr Protasiewicz
  - 2019 –  Patryk Dudek
- 3. miejsce (3):
  - 1978 –  Andrzej Huszcza
  - 1980 –  Andrzej Huszcza
  - 2018 –  Patryk Dudek

Drużynowe mistrzostwa świata juniorów
- 1. miejsce (5):
  - 2008 –  Grzegorz Zengota
  - 2009 –  Grzegorz Zengota
  - 2012 –  Patryk Dudek
  - 2016 –  Krystian Pieszczek
  - 2020 –  Norbert Krakowiak
- 2. miejsce (1):
  - 2013 –  Patryk Dudek
- 3. miejsce (1):
  - 2010 –  Patryk Dudek

Mistrzostwa świata par
- 3. miejsce (1):
  - 1973 –  Zbigniew Marcinkowski

Indywidualne mistrzostwa świata
- 1. miejsce (2):
  - 2011 –  Greg Hancock
  - 2017 –  Jason Doyle
- 2. miejsce (3):
  - 2011 –  Andreas Jonsson
  - 2013 –  Jarosław Hampel
  - 2017 –  Patryk Dudek

Indywidualne mistrzostwa świata juniorów
- 1. miejsce (2):
  - 2001 –  Dawid Kujawa
  - 2013 –  Patryk Dudek
- 2. miejsce (2):
  - 2016 –  Krystian Pieszczek
  - 2022 –  Jan Kvěch
- 3. miejsce (1):
  - 1993 –  Rune Holta

#### Mistrzostwa Europy
Drużynowe mistrzostwa Europy
- 1. miejsce (2):
  - 2024 –  Piotr Pawlicki i Przemysław Pawlicki
  - 2025 –  Przemysław Pawlicki

Drużynowe mistrzostwa Europy juniorów
- 1. miejsce (5):
  - 2009 –  Patryk Dudek
  - 2010 –  Patryk Dudek
  - 2015 –  Krystian Pieszczek
  - 2020 –  Norbert Krakowiak
  - 2025 –  Damian Ratajczak

Mistrzostwa Europy par
- 1. miejsce (2):
  - 2018 –  Grzegorz Zengota
  - 2023 –  Przemysław Pawlicki

Indywidualne mistrzostwa Europy
- 2. miejsce (1):
  - 2006 –  Grzegorz Walasek
- 3. miejsce (1):
  - 2021 –  Patryk Dudek

Indywidualne mistrzostwa Europy juniorów
- 2. miejsce (1):
  - 2001 –  Rafał Kurmański
- 3. miejsce (2):
  - 2008 –  Artiom Wodiakow
  - 2010 –  Patryk Dudek

#### Pozostałe
World Speedway League
- 3. miejsce (1): 2014

Klubowy Puchar Europy
- 3. miejsce (1): 2010

World Games
- 1. miejsce (1):
  - 2017 –  Patryk Dudek

Indywidualny Puchar Mistrzów
- 1. miejsce (1):
  - 1991 –  Lars Gunnestad

Indywidualny Puchar Europy U-19
- 1. miejsce (2):
  - 2018 –  Mads Hansen
  - 2020 –  Jan Kvěch

## Zawodnicy

### Kadra drużyny
Stan na 30 lipca 2025
| Kat.                                                   | Nar.            | Fed.            | Żużlowiec           | DMP (SE) | U24E | DMPJ | Uwagi                                        |
| ------------------------------------------------------ | --------------- | --------------- | ------------------- | -------- | ---- | ---- | -------------------------------------------- |
| S                                                      | Polska          | Polska          | Jarosław Hampel     | T        |      |      |                                              |
| S                                                      | Dania           | Dania           | Rasmus Jensen       | T        |      |      |                                              |
| S                                                      | Dania           | Dania           | Leon Madsen         | T        |      |      |                                              |
| S                                                      | Polska          | Polska          | Przemysław Pawlicki | T        |      |      |                                              |
| U24                                                    | Polska          | Polska          | Michał Curzytek     | T        | T    |      |                                              |
| U24                                                    | Dania           | Dania           | Jonas Knudsen       | T        | T    |      |                                              |
| U21                                                    | Polska          | Polska          | Oskar Hurysz        | T        | T    | T    |                                              |
| U21                                                    | Polska          | Polska          | Damian Ratajczak    | T        | T    | T    | Wypożyczony z Unii Leszno                    |
| U19                                                    | Polska          | Polska          | Gracjan Szostak     | T        | T    |      | Wypożyczony z Ostrovii                       |
| U17                                                    | Wielka Brytania | Wielka Brytania | William Cairns      |          | T    |      |                                              |
| U17                                                    | Polska          | Polska          | Eryk Farański       | T        | T    | T    |                                              |
| U17                                                    | Australia       | Australia       | Mitchell McDiarmid  | T        | T    |      |                                              |
| U17                                                    | Polska          | Polska          | Bartosz Rudolf      | T        | T    | T    |                                              |
| U16                                                    | Polska          | Polska          | Kacper Witrykus     | T        | T    | T    | Do 21 września 2025 tylko zawody młodzieżowe |
| „” oznacza, że zawodnik został zgłoszony do rozgrywek. |                 |                 |                     |          |      |      |                                              |